# Rue Docteur Élie Lambotte
Pour les articles homonymes, voir Élie et Lambotte.
La rue Docteur Élie Lambotte (en néerlandais : Dokter Élie Lambottestraat) est une rue bruxelloise de la commune de Schaerbeek qui part du boulevard Lambermont (chaussée de Helmet) pour aboutir à la rue du Tilleul en passant par la rue du Foyer Schaerbeekois, la place de Helmet, la rue Georges Raeymaekers, la rue Henri Jacobs et la rue du Corbeau.
La numérotation des habitations va de 1 à 283 pour le côté impair, et de 2 à 254 pour le côté pair.
Cette rue porte le nom d'un chirurgien et homme politique schaerbeekois, Élie Lambotte, né à Namur le 2 décembre 1856 et décédé à Schaerbeek le 20 avril 1912.

## Adresses notables
- no 10 : Jeunes Entreprises (asbl)
- no 35 : Caime Sprlu
- no 186 : Maison du Foyer Schaerbeekois
- no 242 : Centre médical (Médecin, Kinésithérapeute)